# Ponte do Bósforo
A Ponte do Bósforo (em turco: Boğaziçi Köprüsü) é uma ponte em Istambul sobre o estreito do Bósforo, ligando os lados europeu e asiático da maior cidade da Turquia.
A ponte tem 1 560 metros de comprimento e o tabuleiro de tem 39 m de largura. A distância entre as torres que sustentam o pavimento é de 1 074 m, erguendo-se a uma altura de 105 m. A altura do pavimento em relação ao mar é de 64 m.
A decisão de construir a ponte foi tomada em 1957 pelo então primeiro-ministro Adnan Menderes. A construção foi iniciada em fevereiro de 1970 e completada em 30 de outubro de 1973, um dia após a data do quinquagésimo aniversário da fundação da República da Turquia. A inauguração foi chefiada pelo presidente Fahri Korutürk e o primeiro-ministro Naim Talu. Os custos de construção foram estimados em duzentos milhões de dólares.